# راندال ال. گیبسون
راندال ال. گیبسون (به انگلیسی: Randall L. Gibson) سناتور سابق عضو حزب دموکرات ایالات متحده آمریکا بود. وی در سال ۱۸۸۳ تا ۱۸۹۲ میلادی سناتور ایالت لوئیزیانا در سنای ایالات متحده آمریکا بود.